# سلينج بليد (فلم)
سلينج بليد (باللغة الإنجليزية: Sling Blade) فيلم دراما أمريكي لعام 1996 من تأليف وإخراج بيلي بوب ثورنتون، الذي قام بدور البطولة أيضًا. يروي الفيلم قصة رجل يُدعى كارل تشايلدرز يعاني من إعاقة ذهنية ويخرج من مستشفى للأمراض النفسية، حيث يعيش منذ قتل والدته وعشيقها عندما كان في الثانية عشر من عمره، والصداقة التي تنشأ بينه وبين صبي صغير ووالدته. يشارك في البطولة دوايت يوكام وجون ريتر. كان الفيلم هو بداية ثورنتون في النجومية، حيث فاز بجائزة الأوسكار لأفضل كتابة سيناريو مقتبس، وترشح ثورنتون أيضا لأفضل ممثل في دور رئيسي. تم تصوير الفيلم على مدار 12 يومًا في موقع في بينتون، أركنساس.

## طاقم التمثيل
- بيلي بوب ثورنتون: في دور كارل تشايلدرز
- دوايت يوكام: في دور دويل هارجريفز
- جي تي والش: في دور تشارلز بوشمان
- جون ريتر: في دور فوغان كننغهام
- لوكاس بلاك: في دور فرانك ويتلي
- ناتالي كانرداي: في دور ليندا ويتلي
- جيمس هامبتون: في دور جيري وولريدج
- روبرت دوفال: في دور والد كارل
- جيم جارموش: في دور ديك (موظف فروستي كريم)
- فيك تشيسنت: في دور تيرينس
- برينت بريسكو: في دور سكوتر هودجز
- ميكي جونز: في دور جونسون
- بروس هامبتون: في دور موريس
- ريك ديال: في دور بيل كوكس[5]

## أحداث الفيلم
يطلق سراح كارل (بيلي بوب ثورنتون) المعاق جزئيًا من مستشفى للأمراض العقلية، بعد حوالي 20 عامًا من قتله والدته وعشيقها وهو في عمر الثانية عشر، وغالبًا ما الناس كارل عما إذا كان سيقتل مرة أخرى، وهو يهز كتفيه رداً على ذلك قائلاً إنه لا يوجد سبب لذلك. يستقر كارل في بلدته القديمة الصغيرة بعد خروجه من المصحة العقلية، حيث يشغل نفسه بإصلاح المحركات. يلتقي كارل بصبي صغير اسمه فرانك (لوكاس بلاك)، ويصبح صديقًا له. يدعو الصبي فرانك صديقه كارل للبقاء في منزل مع والدته ليندا (ناتالي كانرداي)، التي تنظر إلى كارل على أنه رجل غريب ولكنه لطيف وكريم. يرى دويل (دوايت يوكام) صديق ليندا المسيء، الأمور بشكل مختلف في الطريقة التي يجب أن تُدار بها القواعد، وهوعادةً ما يهين صديق ليندا المثلي فوغان (جون ريتر) وكذلك يهين إعاقات كارل، ويقيم حفلات صاخبة مع أصدقائه. تنمو علاقة كارل مع فرانك، وهو يراقب تصرفات دويل القاسية.
تدور الأحداث ويعود ذات مرة كارل إلى منزل ليندا بشفرة جزازة العشب، التي شحذها وحولها إلى سلاح، ليجد دويل مخمورًا جالسًا على الأريكة، ويسأله كارل عن كيفية الوصول إلى الشرطة عبر الهاتف، ويسأل دويل بدوره ما الذي يفعله كارل بشفرة جزازة العشب؛ يرد كارل قائلاً: «أهدف إلى قتلك بها»، ولا يأخذ دويل الكلام على محمل الجد، ويقول لكارل ساخرًا أن يتصل برقم 911 ويبلغهم ما يريده. يقتل كارل دويل بضربتين من النصل في الرأس، ويتصل برجال الشرطة لتسليم نفسه، ويطلب إرسال مساعدة لدويل. يجلس كارل يأكل البسكويت والخردل أثناء انتظار الشرطة.
يعود كارل إلى مستشفى الدولة، ويصبح أقل سلبية مما كان عليه خلال فترة إقامته السابقة، بعد أن تعلم قيمة التضحية بنفسه لإنقاذ الآخرين. يقوم بإسكات متحرش جنسي كان قد أجبره في السابق على الاستماع إلى قصص عن جرائمه، قبل أن يقف لينظر من نافذة نحو حقل رحيب.

## استقبال الفيلم
حقق الفيلم نجاحًا ماليًا وتجاريًا، حيث بلغ إجمالي دخله 24.444.121 دولارًا، على ميزانية قدرها مليون دولار.
حصل الفيلم على تقييم 96٪ على موقع الطماطم الفاسدة بناء على آراء 49 ناقد سينمائي/ ونص إجماع الموقع على: «سوف تشاهد أحداث الفيلم، لكن التمثيل الرائع، وخاصة اداء ثورنتون، ستجعلك مثبّتًا في مكانك.»
وصفت صحيفة واشنطن بوست الفيلم بأنه: «تحفة من روايات القصص الجنوبية.» أشادت الناقدة جانيت ماسلين في صحيفة نيويورك تايمز بالأداء لكنها قالت إنها تنجرف تدريجيًا نحو الأحداث التي تبدو مريحة ومفتعلة.

## الجوائز
جوائز الأوسكار: فاز بجائزة أفضل سيناريو مقتبس (ثورنتون)
جوائز شيكاغو لنقاد السينما: فاز بجائزة أفضل ممثل (ثورنتون)
جوائز إدغار Edgar Awards: فاز بجائزة أفضل سيناريو فيلم (ثورنتون)
جوائز الروح المستقلة Independent Spirit Awards: فاز بجائزة أفضل أول فيلم
جوائز كانساس سيتي لنقاد السينما Kansas City Film Critics Awards: فاز بجائزة أفضل ممثل (ثورنتون)
جوائز المجلس الوطني للمراجعة National Board of Review Awards: فاز بجائزة الإنجاز الخاص في صناعة الأفلام (ثورنتون)
جوائز نقابة الكتاب الأمريكية Writers Guild of America: فاز بجائزة أفضل سيناريو مقتبس (ثورنتون)
جائزة الفنان الشاب Young Artist Award: فاز بجائزة أفضل ممثل شاب في فيلم روائي طويل (لوكاس بلاك)
جائزة النجم الشاب YoungStar Award: فاز بجائزة أفضل ممثل شاب في فيلم درامي (لوكاس بلاك)

## الترشيحات
جوائز الأوسكار: رشح لأفضل ممثل (ثورنتون)
جوائز الأقمار الصناعية: رشح لأفضل ممثل، وأفضل فيلم دراما (ثورنتون) ورشح لأفضل سيناريو أصلي (ثورنتون)
جوائز نقابة الممثلين الشاشة: رشيح للأداء المتميز من فريق التمثيل، ورشح للأداء المتميز لممثل في دور رئيسي (ثورنتون)

## وصلات خارجية
- مقالات تستعمل روابط فنية بلا صلة مع ويكي بيانات